# Kljaszizy
Kljaszizy (belarussisch Клясціцы, russisch Клястицы ‚Kljastizy‘) ist ein Dorf mit rund 700 Einwohnern in der Wizebskaja Woblasz im Norden von Belarus. Die Gemeinde liegt am Ufer der Nischtscha, eines rechten Zuflusses des Flusses Drissa und eines Stausees, 16 km westlich der Stadt Rassony. Bekannt geworden ist sie durch die Schlacht bei Kljastizy im Rahmen des Russlandfeldzuges 1812.